# إيزاو آبي
إيزاو آبي (باليابانية: 阿部功؛ بالكانا: あべ いさお) هو منافس ألعاب قوى ياباني، ولد في 18 فبراير 1912، وتوفي في 15 فبراير 1980.

## وصلات خارجية
- إيزاو آبي على موقع أوليمبيديا (الإنجليزية)